# Dinema polybulbon
Dinema polybulbon (Sw.) Lindl., 1831 è una orchidea della sottofamiglia Epidendroideae (tribù Epidendreae, sottotribù Laeliinae), diffusa in America centrale. È l'unica specie nota del genere Dinema.